# Želiv
Želiv település Csehországban, a Pelhřimovi járásban. Želiv Křelovice, Sedlice, Humpolec, Koberovice, Senožaty, Svépravice és Červená Řečice településekkel határos. Lakosainak száma 1160 fő (2024. január 1.).

## Népesség
A település lakosságának változását az alábbi diagram mutatja:
| Lakosok száma | 1916 | 1850 | 1926 | 1418 | 1297 | 1165 | 1135 | 1164 | 1145 | 1160 |
|               | 1869 | 1890 | 1921 | 1950 | 1980 | 2001 | 2017 | 2019 | 2022 | 2024 |